# Association sportive CotonTchad
Maillots
L'Association sportive CotonTchad (en arabe : جمعية كوتنتشاد), plus couramment abrégé en AS CotonTchad, est un club tchadien de football fondé en 1972 et basé à N'Djaména, la capitale du pays.

## Histoire
Créé en 1972 sous l'égide de la société CotonTchad d'où il tire son nom, le club remporte au cours des années 1990 la majeure partie des trophées de son palmarès. Il est sacré à trois reprises champion du Tchad, en 1996, 1998 et 2015 et remporte trois Coupes du Tchad, dont la dernière en 2009.
Les bons résultats du club lui ont permis de participer à de nombreuses reprises aux compétitions continentales, sans toutefois jamais réussir à briller. Son plus beau parcours a lieu lors de la Coupe de la CAF 1998 où l'AS CotonTchad atteint les quarts de finale de l'épreuve, après avoir sorti les Burundais de Muzinga FC puis le club de Jasper United du Nigeria. 

## Palmarès
| Compétitions nationales |
| --- |
| - Championnat du Tchad (2) - Champion : 1996, 1998 - Coupe du Tchad (3) - Vainqueur : 1995, 1999, 2009 - Finaliste : 1991. |